# Richard Peters (Politiker, 1872)
Richard Peters (* 16. Juli 1872 in Eschershausen; † 5. April 1956 in Northeim) war ein deutscher Politiker und von 1903 bis 1934 Bürgermeister von Northeim.

## Amtszeit als Bürgermeister
1903 wurde der damals 31-jährige Richard Peters Bürgermeister. Vom 1. September 1919 bis 1920 gehörte er als Nachrücker von Max Kricheldorff dem Provinziallandtag der Provinz Hannover an. Peters führte die Stadtverwaltung über 30 Jahre lang und hat damit die längste Amtszeit eines Northeimer Bürgermeisters im 20. Jahrhundert. Seine Amtszeit fand in drei unterschiedlichen Staatsformen (Kaiserreich, Weimarer Republik, Nationalsozialismus) statt. Während der Amtszeit Peters wuchs die Einwohnerzahl Northeims von ca. 7.900 auf rund 11.000 Einwohner. Auch entstanden damals zahlreiche wichtige öffentliche Gebäude, von denen etwa die Scharnhorstkaserne (1915) genannt sei.
Zu seinem 25-jährigen Dienstjubiläum im Jahre 1928 wurde nach ihm eine Straße in Northeim benannt, die Bürgermeister-Peters-Straße, die erst ab 1925 zunehmend erschlossen worden war. 1935 bezog Peters dort ein Haus. 1940 erfolgte schließlich die Umbenennung in Karl-Dincklage-Straße, benannt nach einem Parteifunktionär der NSDAP. Nach dem Zweiten Weltkrieg bekam die Straße wieder ihren eigentlichen Namen.

## Amtsenthebung durch die Nazis
Der parteilose Richard Peters wurde nicht direkt nach der Machtübernahme der Nationalsozialisten im Januar 1933 aus seinem Amt entfernt. Im März war bereits der Ortsgruppenleiter der NSDAP Ernst Girmann zum stellvertretenden Bürgermeister bestellt worden. Als Peters im Frühsommer 1933 in den Urlaub gefahren war, nutzten die Nationalsozialisten die vorübergehende Vakanz im Rathaus, um das Bürgermeisteramt rechtswidrig an Girmann – der die damaligen rechtlichen Voraussetzungen für den Bürgermeisterposten nicht besaß – zu übertragen. Peters könne bis auf Weiteres zuhause bleiben, teilte man ihm mit. Im Juni 1933 wurde dann ein Amtsenthebungsverfahren gegen den Bürgermeister eingeleitet, das im März 1934 zum offiziellen Ausscheiden aus dem Amt führte.  Mit ihm verließ auch sein Vertrauter Adolf Galland die Stadtverwaltung. Galland wurde nach dem Zweiten Weltkrieg Stadtdirektor.

## Nach 1945
Nach 1945 sollte Peters mit 73 Jahren erneut Bürgermeister Northeims werden. Dies lehnte er jedoch ab. Am 5. April 1956 starb er in Northeim.